# René Cantagrel
Pour les articles homonymes, voir Cantagrel.
René Cantagrel, né le 28 octobre 1946 à Munich, est un poète, romancier et artiste-peintre franco-allemand.

## Biographie
René Cantagrel est né le 28 octobre 1946 à Munich, d´un père français, Marcel Cantagrel et d´une mère allemande, Anna Bernauer, respectivement originaires de Narbonne et de Munich. Son trisaïeul, Johann Gustapfel, est le mouleur et fondeur de la statue Bavaria, érigée sur la Theresienwiese, place de Munich, qui accueille tous les ans la fête de la bière (Oktoberfest). Le sculpteur munichois Franz Bernauer est son arrière-grand-oncle. L´allemand est la langue maternelle de René Cantagrel.
Sa famille s´installe en octobre 1954 à Narbonne, puis à Bordeaux en 1958. Licencié ès lettres allemandes en 1970, il entame une carrière d´enseignant, d´abord à Périgueux, où il a pour collègue le futur ministre et actuel académicien français Xavier Darcos, puis à Bordeaux dans le Lycée Sainte-Marie Grand Lebrun.
En 1992, il épouse à Charenton-le-Pont Patricia Laforge, née à Paris. Un fils nait de cette union.
De 2002 à 2012 il vit à Berlin.
À partir de 2012, René Cantagrel vit et travaille dans la région berlinoise.
Il écrit des poèmes depuis l´âge de 16 ans. En 1984, il publie son premier roman, Le Père Noël rouge, aux Lettres libres de Serge Livrozet. Le roman sus-cité fait depuis 2015 partie de la collection FeniXX, une société de réédition numérique créée en 2014 par le ministère de la Culture et du Syndicat national de l’édition. 

## Œuvres

### Écrits

#### Livres en français
- Le Père Noël rouge, Roman (Les lettres libres, 1984)
- Rondels, Poèmes (Les Éditions Mars, 1998)
- Le Poète prestigieux, Récit (Les Éditions Mars, 1999)
- La Livrée rouge, Récits (Les Éditions Mars, 2005)
- Évasions, Poèmes (Les Éditions Mars, 2005)
- La Dixième Planète, Poèmes (Les Éditions Mars, 2006)
- Johannis Trencavel, Roman (Les Éditions Mars, 2008)
- Autoportrait, 378 Sonnets (Les Éditions Mars, 2009)
- Éclats d'un crépuscule, Poèmes (Les Éditions Mars, 2014)
- Le Yéti et la Sirène, Roman (Les Éditions Mars, 2016)[2]

#### Livres en allemand
- Das Mädchen, Récits (Les Éditions Mars -  seulement eBook, 2016)
- Der Vater, Récit (Les Éditions Mars - seulement eBook, 2016)
- Die Weihnachtsfrau, Récits (Les Éditions Mars - seulement eBook, 2016)
- Unmögliche Begegnungen, Roman (Les Éditions Mars, 2017)
- Der rote Weihnachtsmann, Récits (Les Éditions Mars - seulement eBook, 2017)

### Peinture
René Cantagrel peint depuis l´âge de 14 ans. Il a étudié la peinture à l´école des beaux-arts de Bordeaux et dans l´atelier du peintre Lydia Künzler-Hochgesang,. Différentes périodes caractérisent son œuvre : classique, expressionniste, bleue et moderne. Depuis 1989 il présente ses peintures à Bordeaux, Arcachon, Mérignac, Paris et Berlin. Plusieurs de ses œuvres se retrouvent dans les collections de Roger Hanin, Annie Cordy, Hanna Schygulla ou encore le Duc de Bavière, François de Bavière.